# ビジネス・ブータン
ビジネス・ブータン（びじねすぶーたん、英語:Business Bhutan）は、ブータン唯一の経済紙である。主に英語が用いられているが、ゾンカ語で書かれた箇所もある。週刊紙の形態をとっており、同国の経済や金融、政治に焦点を当てた内容となっている。